# Xã Waterford, Quận Ward, Bắc Dakota
Xã Waterford (tiếng Anh: Waterford Township) là một xã thuộc quận Ward, tiểu bang Bắc Dakota, Hoa Kỳ. Năm 2010, dân số của xã này là 2.807 người.